# Iwan Alexandrowitsch Fomin

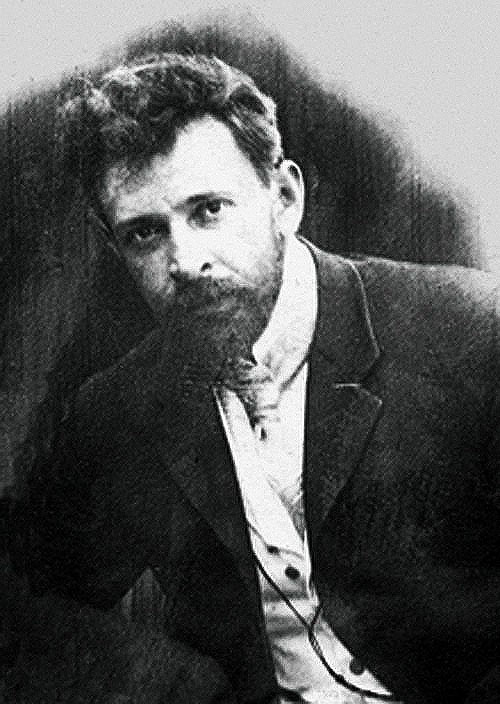
Iwan Fomin (1915)

Iwan Alexandrowitsch Fomin (russisch Иван Александрович Фомин, wiss. Transliteration Ivan Aleksandrovič Fomin; * 22. Januarjul. / 3. Februar 1872greg. in Orjol; † 12. Juni 1936 in Moskau) war ein russisch-sowjetischer Architekt.

## Leben
Iwan Fomin studierte an der Sankt Petersburger Akademie der Künste von 1894 bis 1897 und von 1905 bis 1909 Architektur und Radierung. Nachdem er 1897 wegen Teilnahme an einer Studentenrevolte aus der Akademie ausgeschlossen worden war, arbeitete er in Moskau als Assistent der Architekten Lew Kekuschew und Fjodor Schechtel.
In seiner frühen Phase war er vom Jugendstil beeinflusst. Zu Beginn des 20. Jahrhunderts beschäftigte sich Fomin zunehmend mit dem architektonischen Erbe Russlands und wurde zu einem Verfechter des russischen Klassizismus. 1911 organisierte er die „Historische Architekturausstellung“ in Sankt Petersburg.
Iwan Fomin gilt als Begründer des Neoklassizismus in der russischen Architektur. Er suchte die Verbindung der Klassik mit der modernen Architektur und propagierte die Schaffung einer „Proletarischen Klassik“, die später im Sozialistischen Klassizismus ihren Höhepunkt fand. In den 1910er Jahren erarbeitete er mehrere Städtebauprojekte, die allerdings nicht verwirklicht wurden. 1920–23 arbeitete er an der Planung der Bebauung und Begrünung des Petrograder Marsfeldes. 1919 war er Vorsitzender des Architekturbüros bei der Planungsbehörde von Petrograd. In den 1930er Jahren lehrte er an der Leningrader Akademie der Künste und war ab 1933 Leiter des Architekturschulateliers des Mossowjet. Zu seinen Schülern zählten Alexandr Gegello, Jewgeni Lewinson, W. O. Munz und Noi Trotzki. In den 1930er Jahren zählte Fomin zu den bedeutendsten Architekten des Sozialistischen Klassizismus.

## Bauprojekte

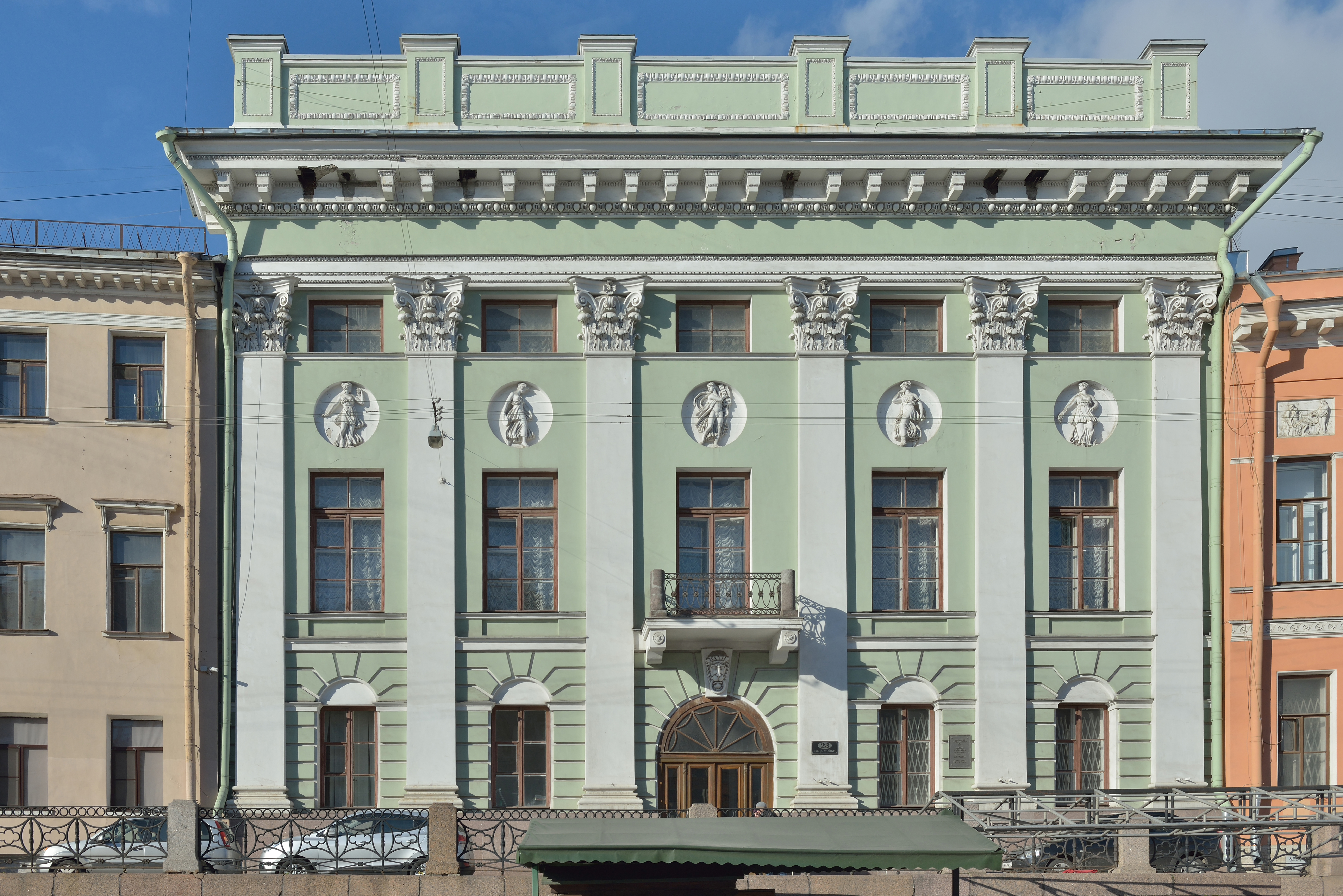
Palast des Fürsten Abamelek-Lazarev in Sankt Petersburg (2015)

- 1910–1914: Palast der Fürstin Schachowskaja in Sankt Petersburg[1]
- 1910–1914: Palast A. A. Polowzew in Sankt Petersburg[1][2]
- 1910–1914: Wettbewerbsentwurf zu einem Krematorium[1]
- 1913–1914: Palast des Fürsten Abamelik-Lasareff (Abamelek-Lazarev) in Sankt Petersburg[1][3]
- 1928–1930: Wohnhaus der „Dynamo“-Gesellschaft
- 1928–1931: Volkskommissariat für Verkehrswesen (NKPS-Gebäude)
- 1929: Chemietechnologisches Institut in Iwanowo
- 1929: neues Gebäude des Mossowjet
- 1934–1938: Gebäude des Ministerrats der Ukrainischen SSR in Kiew
- 1935: Metrostation „Krasnyje Worota“ (heute „Lermontowskaja“) in Moskau

## Radierungsmappen
- 1909 „Projekt eines Kursaals für Mineralnyje Wody“
- 1910 „Rom“